# Hermann von Hagen
Hermann von Hagen, auch Harm von Hagen, (* 16. Jahrhundert; † 1570 in Hamburg) war ein deutscher lutherischer Theologe. 

## Leben
Hagen wurde wahrscheinlich im Mai 1547 an der Universität Rostock immatrikuliert und erwarb sich, wo ist nicht bekannt, den Magistergrad. Seit 1556 war er erster lutherischer Prediger in Hamburg-Neuengamme, was er bis zu seinem Tode blieb. Er übersetzte das 1567 erschienene Werk Christliche Gebete für allerley Noth und Stende der ganzen Christenheit, außgeteilet auf alle Tage in der Woche zu sprechen von Johann Habermann von Hochdeutsch in Niederdeutsch. Die Übersetzung widmete er dem Bergedorfer Amtsverwalter Johann Moller. Die Übersetzung erschien erstmals wohl 1570, wobei sie mehrere Male neu gedruckt wurde, das wohl letzte Mal zu Amsterdam 1652.